# Викладач університету
Викла́дач(-ка) за́кладу ви́щої осві́ти — особа, яка за основним місцем роботи у закладах вищої освіти проводить навчальну, методичну, наукову (науково-технічну, мистецьку) або організаційну діяльність.

## В Україні
В Україні присвоюються такі вчені звання: старший дослідник, доцент, професор.[джерело?]
Основними посадами науково-педагогічних працівників вищих навчальних закладів є: керівник (ректор, президент, начальник, директор); заступник керівника (проректор, віцепрезидент, заступник начальника, заступник директора, заступник завідувача), діяльність якого безпосередньо пов’язана з освітнім або науковим процесом; директор (начальник) інституту, його заступники, діяльність яких безпосередньо пов’язана з освітнім або науковим процесом; декан (начальник) факультету, його заступники, діяльність яких безпосередньо пов’язана з освітнім або науковим процесом; директор бібліотеки; завідувач (начальник) кафедри; професор; доцент; старший викладач, викладач, асистент, викладач-стажист; науковий працівник бібліотеки; завідувач аспірантури, докторантури.
Основними посадами педагогічних працівників вищих навчальних закладів є такі: викладач; методист.